# Albero Alto
Albero Alto (em aragonês: Albero d'Alto) é um município da Espanha, na província de Huesca, comunidade autónoma de Aragão. Tem 19,28 km² de área e em 2021 tinha 118 habitantes (densidade: 6,1 hab./km²). Pertence à comarca de Hoya de Huesca, e limita com os municípios de Albero Bajo, Alcalá del Obispo, Argavieso, Monflorite-Lascasas, Novales e Piracés.